# Beneš-Mráz Be-60 Bestiola

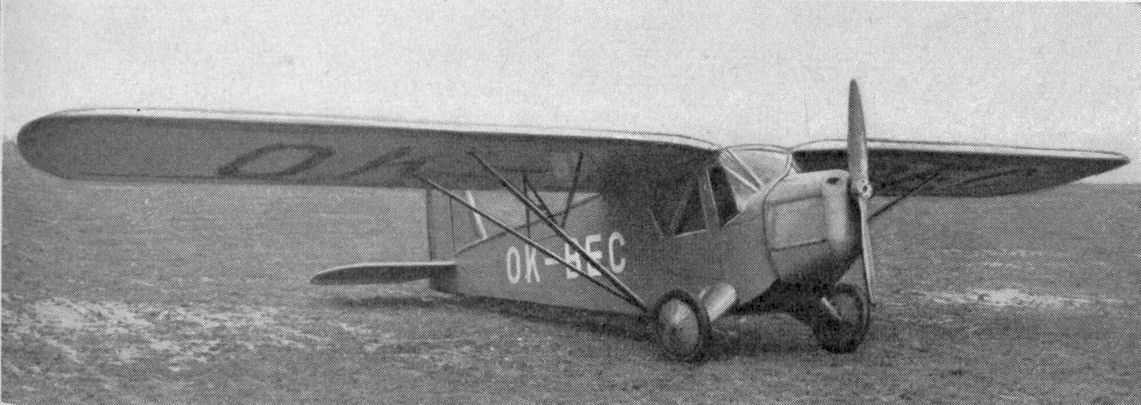
Beneš-Mráz Be-60

De Beneš-Mráz Be-60 Bestiola is een Tsjechoslowaaks hoogdekker sportvliegtuig gebouwd door Beneš & Mráz. De Be-60 is ontworpen door de ingenieurs Pavel Beneš en Jaroslav Mráz. Met de bouw van de Bestiola werd in maart 1935 begonnen, waarmee het het eerste vliegtuigtype is dat bij Beneš & Mráz werd gebouwd.

## Specificaties
- Bemanning: 2
- Lengte: 6,65 m
- Spanwijdte: 11,20 m
- Vleugeloppervlak: 15,20 m2
- Leeggewicht: 290 kg
- Startgewicht: 490 kg

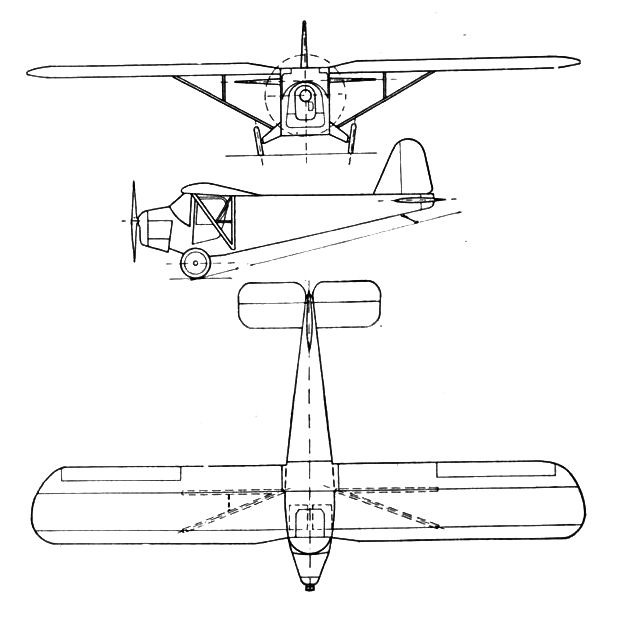
Beneš-Mráz Be-60

- Motor: 1× Walter Mikron II, 48 kW (65 pk)
- Maximumsnelheid: 150 km/h
- Kruissnelheid: 125 km/h
- Vliegbereik: 470 km
- Dienstplafond: 3 400 m